# Battle Isle: The Andosia War
Battle Isle: The Andosia War (Battle Isle: Der Andosia Konflikt en version originale) est un jeu vidéo de tactique au tour par tour développé par Cauldron et édité par Blue Byte, sorti en 2000 sur Windows.

## Accueil
| Battle Isle: The Andosia War |      |       |
| Média                        | Pays | Notes |
| Computer Gaming World        | US   | 3/5   |
| Gamekult                     | FR   | 7/10  |
| GameSpot                     | US   | 67 %  |
| Gen4                         | FR   | 15/20 |
| Jeuxvideo.com                | FR   | 14/20 |
| Joystick                     | FR   | 85 %  |
| Strategy Plus                | GB   | 3/5   |